# Louise Haigh
Louise Margaret Haigh (født 22. juli 1987) er en britisk politiker for Labour Party.
Hun blev valgt til parlamentsmedlem (MP) for Sheffield Heeley ved parlamentsvalget i 2015.